# Драгутин Кириџић
Драгутин Кириџић (1877-1933) из села Лис био је један од познатијих драгачевских каменорезаца, активан у првим деценијама 20. века.
Клесању се обучавао код мајстора окупљених око мајдана пешчара у оближњем Пухову. Надгробне споменике и крајпуташе израђивао је по селима доњег Драгачева и у околини Чачка, неке заједно са земљаком Миланом Милићевићем. Израдио је многа надгробна обележја, а њему - нико.

## Дело
Један је од најоригиналнијих драгачевских каменорезаца. Споменике је израђивао у две форме: у виду стубова „усадника”, или - нешто ређе - вертикалних плоча са изрезаним крстом, углављених у масивна постоља, обе са покривком у виду „капе” која споменик штити од атмосфералија.
У мек пуховски пешчар мајсторски је урезивао лепа, правилна слова, крстове и кандила, голубове који зобљу грожђе и разноврсне предмете - виноградарски алат, кључеве, чутуре, амреле, преслице и сл, који ближе одређују пол и занимање покојника.
Војницима је урезивао ратничка обележја: пушке, сабље, реденике и ордење.

## Епитафи
На споменик трагично настрадалим рабаџијама у Јездини уклесао је представу волујских кола и епитаф који сведочи о трагедији која je 1908. године задесила Ћурђа Продановића и његовог брата:
15. маја пo пoдне, y 4 сата,
небеска ce отворише врата.
Ha сред пута крај моије кола
гром и уби с оба моја вола.
Рабаџија јесте бијо први
и oд њега протекло je крви,
Волови су укопани онде,
код ћуприје, крај воде Скрапежа.